# 남별영
남별영(南別營)은 조선시대에 군영(軍營)인 금위영의 분영(分營, 별도 군영)이다. 창덕궁 앞에 있었던 금위영은 본영(本營) 이외에 여러 곳에 소규모 군영을 두고 있었는데, 남별영은 그 가운데 하나이다. 남산(南山, 목멱산) 북쪽 기슭에 있었다.

## 연혁
- 1686년(숙종 12년), 훗날 남별영이 들어설 자리에서 금위영의 관무재(觀武才)[2] 과거 시험이 시행됨
- 1730년(영조 6년) 6월, 남별영 창설
- 1882년(고종 19년) 9월, 임오군란을 진압하기 위해 파병된 청나라 오장경(吳長慶) 제독의 군대가 남별영에 거처
- 1884년(고종 21년) 윤5월, 신식 군대 훈련을 담당한 조련국(操鍊局)의 일부를 남별영에 설치
- 1886년(고종 23년) 2월, 기연해방아문(畿沿海防衙門)의 본영이 됨
- 1903년(고종 40년), 일본수비대(日本守備隊)가 남별영 및 남별영과 이웃한 남창(南倉) 자리에 주둔[3]

## 청사
조선시대 행정구역 기준으로 남부(南部) 낙선방(樂善坊) 묵동(墨洞)에 있었으며, 금위영의 군수 창고인 남창(南倉) 및 하남창(下南倉)과 인접하고 있었다. 군영 내의 건물 규모는 139칸[間]이었고, 넓은 훈련장이 마련되어 있었다. 

## 활용
- 평상시에는 초관(哨官)[5] 1명, 별기위(別騎位) 2명, 지방군 15명이 입직(入直, 숙직)한다.
- 내중일(內中日)에 금위영 군사들이 훈련 및 연습하는 장소로 활용하였다.[6]
- 3년마다 정기적으로 시행되는 식년(式年) 무과(武科) 초시(初試) 과거 시험의 응시자가 많을 경우, 남별영이 어영청의 남소영(南小營)과 함께 시험 장소로 추가 활용되었다.[7]
- 문관이 활쏘는 행사인 삭시사(朔試射)가 남별영에서 때때로 시행되었다.[8]

## 같이 보기
- 금위영
- 남창(南倉)